# Stalagmită

Stalactite și stalagmite

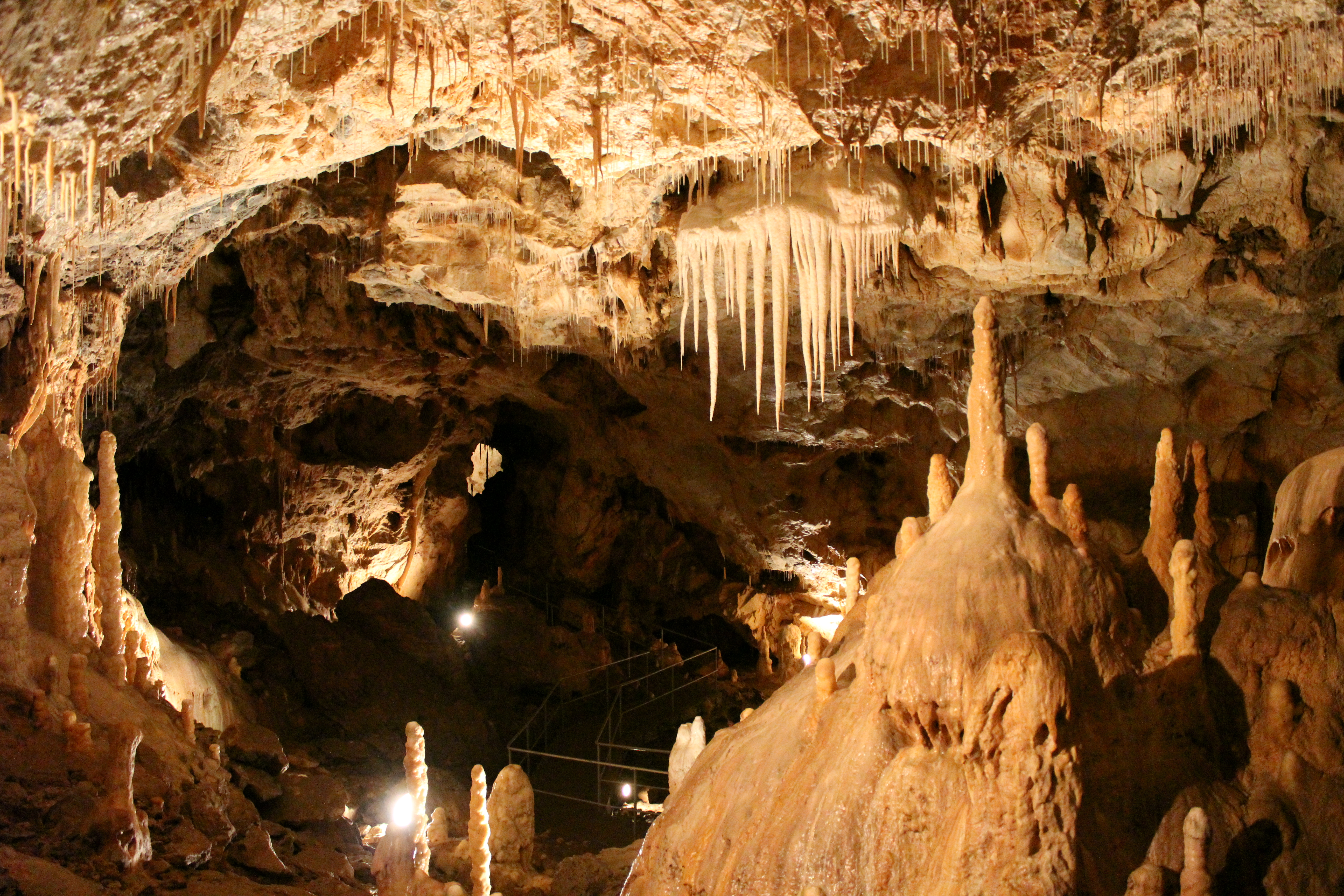
Stalactite și stalagmite de calcar în Peștera Urșilor

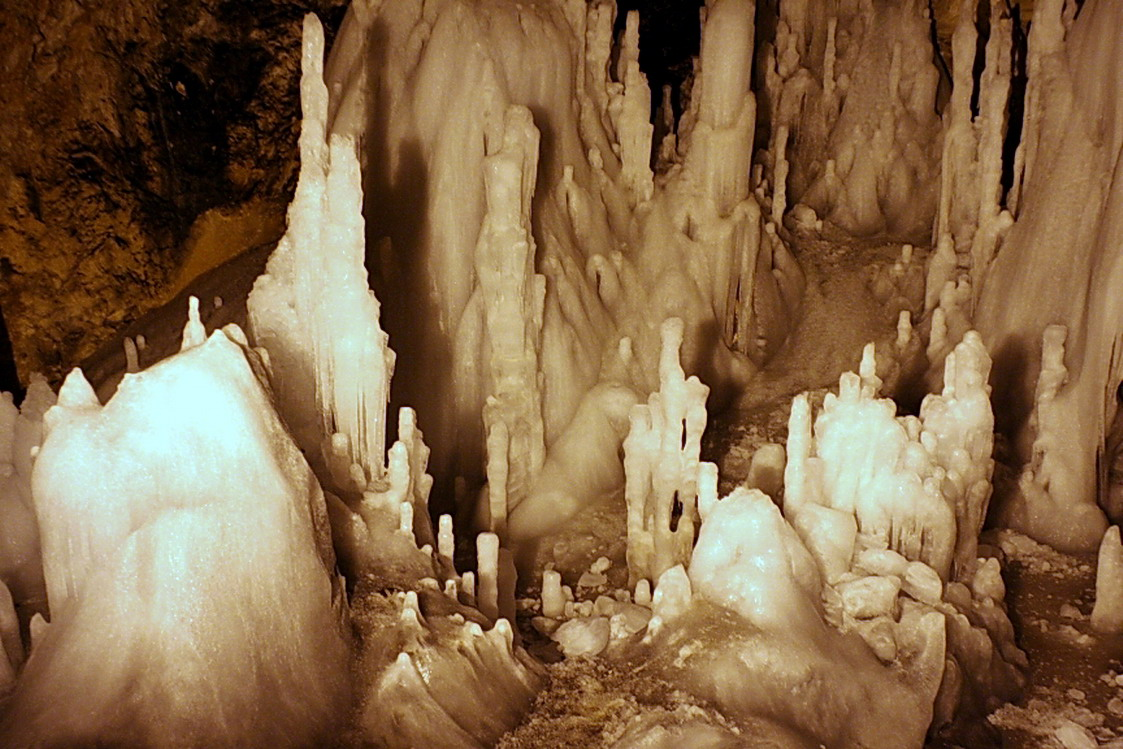
Stalagmite de gheață în Peștera Scărișoara

Stalagmitele sunt speleoteme care se formează în peșteri, în masive de sare sau în ghețari, din picături de apă căzute de pe stalactitele de sus. Se dezvoltă la baza cavităților și cresc de jos în sus.

## Geneză
Daca picătura de apă ce se desprinde din vârful stalactitei are condițiile favorabile de evaziune a CO2, va avea loc o depunere de calcar care va da naștere unei stalagmite.

## Varietăți
În condiții foarte favorabile are loc o descărcare rapidă. În acest caz, pe o suprafață mică rezultând o stalagmită subțire cu o creștere mai rapidă. Acestea sunt numite stalagmite lumânare și pot ajunge la cațiva zeci de metri înălțime. Ele nu sunt perfect cilindrice. Umflaturi neregulate apar din loc în loc. Sunt diferențiate astfel etapele propice evaziunii dioxidului ce carbon de cele mai puțin favorabile.
Când evazinea CO2 se face lent, apa se împrăștie pe o suprafață mai mare și rezultă o stalactită groasă care crește mult mai încet.Ea poate avea formă de con cu vârful in sus , stacmita conica (foto 1)iar dacă aportul de calcar scade brusc va avea aspectul unei căpițe(foto 2).Când aportul de calcar are o variație regulată adică crește până la un maxim apoi se oprește aproape brusc și începe iar să crească, va forma o stalagmita palmier (foto 3).
Dacă o stalactită se unește cu o stalagmită, se formează o coloană.

### Reacții chimice
Ca2+ + 2 HCO3- <=> CaCO3 + H2O + CO2
sau
CaCO3 + H2CO3 <=> Ca2+ + 2 HCO3-

### Viteza de creștere
Stalagmitele au un ritm de creștere foarte lent. Viteza poate fi influențată de următorii factori:
Temperatura. Există întotdeauna diferențe de temperatură suficiente între apa ce circulă pe fisuri și goluri ca să fie posibilă dezechilibrarea soluțiilor calcaroase și depunerea carbonatului ca speleoteme.
Concentrația . Aerul de la exterior conține în mod normal 0,03% C02. În solul vegetal însă concentrația de CO2 poate creste pîna la 10%, datorită proceselor biologice. Apa trecând printr-un astfel de sol va dizolva cantitați mari de CO2, va deveni agresivă și va dizolva puternic calcarul până la echilibrarea soluției. Dacă soluția echilibrată va ajunge într-un gol de peștera în a cărui aer există o cantitate de CO2 normală, ea va ceda o parte din CO2 aerului, ceea ce duce la depunerea carbonatului sub forma de speleoteme.
Umiditatea. În general peșterile au o umiditate mare, între 80—100%. În aceste condiții evaporarea apei se realizează greu, dar are totuși loc. Ea joaca un rol secundar și are caracter local, fiind provocată mai ales de curenții de aer.
Diferențele dintre stalactite și stalagmite pot fi evidente în privința aspectului, poziției și modului de formare. Iată câteva caracteristici distincte ale fiecăreia: Poziție: stalactitele atârnă de tavanul peșterii, în timp ce stalagmitele se formează pe podeaua grotei. Această deosebire este urmarea direcției de curgere a apei în peșteră, de sus în jos pentru stalactite și, respectiv, de jos în sus pentru stalagmite, notează site-ul AskAnyDifference.com. Formă: stalactitele au o formă alungită, au diverse aspecte și pot fi subțiri sau groase, plus că se formează în jos. În schimb, stalagmitele au o formă mai robustă și se formează pe verticală de pe podeaa peșterii. Proces de formare: stalactitele se formează prin picurarea apei încărcată cu minerale de pe tavanul peșterii. Pe măsură ce apa se evaporă, mineralele se depun treptat, creând astfel o structură în formă de con suspendat. Stalagmitele se formează prin picurarea apei încărcate cu minerale pe podeaua peșterii. Mineralele se depun în partea superioară a stalagmitei, iar aceasta crește în înălțime pe măsură ce apa se evaporă. Ritm de creștere: atât stalactitele, cât și stalagmitele cresc într-un ritm foarte lent. În general, aceste formațiuni se dezvoltă cu o viteză de câțiva centimetri până la câțiva metri în câteva sute sau chiar mii de ani. Totuși, ritmul de creștere poate varia în funcție de o serie de factori, precum cantitatea de apă, concentrația de minerale și condițiile climatice. Culori și texturi: stalactitele și stalagmitele pot avea diverse culori și texturi, în funcție de mineralele predominante din compoziția lor. Carbonatul de calciu este cel mai comun mineral implicat în formarea acestor formațiuni, dar pot exista și alte minerale, precum calcit sau aragonit. Aceasta conferă stalactitelor și stalagmitelor nuanțe diferite, precum alb, maro, portocaliu sau chiar în nuanțe mai vibrante. Legătură: o caracteristică interesantă este aceea că stalactitele și stalagmitele pot crește până ajung să se unească, formând o coloană continuă, denumită stalagnat. Această conexiune se realizează atunci când picăturile de apă încărcate cu minerale cad de pe stalactită pe stalagmită și se evaporă, contribuind la creșterea acesteia din urmă și la formarea unei structuri unice în peșteră.
Citește întreaga știre: Ce sunt stalactitele și stalagmitele – diferențele dintre stalactite și stalagmite